# 高山良二
高山 良二（たかやま りょうじ、1947年〈昭和22年〉 - ）は日本の地雷処理専門家、NPO法人 国際地雷処理・地域復興支援の会（IMCCD）理事長、元陸上自衛官。カンボジア・バタンバン在住。
愛媛県北宇和郡三間町（現・宇和島市）生まれ。36年間の陸上自衛隊勤務時代には、主に施設科部隊に在籍する。1992年から93年にかけてPKO活動で初めてカンボジアに派遣された自衛官の1人となる。
2002年退官後は再びカンボジアへ渡り、世界初となる住民参加による地雷処理活動を開始、「日本地雷処理を支援する会(JMAS)」に参加し、理事を務めた。
2011年2月にはカンボジア王国中央政府機関 CMAC（カンボジア地雷対策センター）より地雷処理技術顧問に任命。また、カンボジア王国バッタンバン州議会より、復興担当顧問に任命。それら功績から、2011年に公益財団法人社会貢献支援財団より社会貢献者表彰を受けた。

## 取り上げられたテレビ番組
- 『平和の種になりたい…～カンボジアに帰った日本人～』 制作・テレビ愛媛
- 2019年6月13日放送『奇跡体験!アンビリバボー』

## 著書
- 『地雷処理という仕事』 筑摩書房